# 柿崎川ダム
柿崎川ダム（かきざきがわダム）は、新潟県上越市柿崎区、二級河川・柿崎川水系柿崎川に建設されたダム。高さ54メートルのロックフィルダムで、洪水調節・不特定利水・上水道を目的とする、新潟県営の多目的ダムである。ダム湖（人造湖）の名はかきざき湖（かきざきこ）という。

## 歴史
新潟県の西部に位置する上越地方では水道水源として地下水を頼るところが大きく、今後の人口増加をかんがみ大規模なダムを建設し水源を確保することを計画。1970年代より柿崎川ダムと正善寺ダムについて事業が進められた。
1973年（昭和48年）4月、柿崎川ダム建設に向け予備調査を実施。1976年（昭和51年）4月に柿崎川総合開発事業として本格的な実施計画調査を行い、1984年（昭和59年）4月に事業が採択をみせる。同時期に事業が進められた正善寺ダムは柿崎川ダムよりも2年早く1971年（昭和46年）に予備調査が始まり、1980年（昭和55年）に着工、1984年（昭和59年）12月に完成した。
続いて柿崎川ダム本体工事は1989年（平成元年）12月に着工し、ダム本体盛り立て工事を1996年（平成8年）8月より開始した。ダム建設にあたって泥岩を主体とする基礎地盤の風化現象（スレーキング）が問題視され、ダムの安全性を確かめるため3年間という長期間にわたる現場実証試験が進められた。社団法人全日本建設技術協会はこれを評価し、柿崎川総合開発事業は紀の川大堰建設事業ほか6事業とともに平成15年度全建賞・河川部門を受賞している。
その間、1991年（平成3年）12月には柿崎川の水利権を獲得。ダム本体盛り立て工事も2001年（平成13年）9月に完了し、2002年（平成14年）10月より試験湛水を開始、2003年（平成15年）10月22日に竣工式を迎えた。事業費は403億円。

## 周辺
柿崎川は、上越市と柏崎市との境にそびえる米山を水源とし、上越市柿崎区を流れ日本海に注いでいる。柿崎川ダムはその上流部に建設された。北陸自動車道・柿崎インターチェンジを出てすぐ「旭町」交差点を右折し、新潟県道25号柿崎小国線を柿崎川上流に向かって進む。途中には何か所か柿崎川ダムへつながる道しるべがある。平坦な田園地帯を過ぎるとまもなく巨大な柿崎川ダムの堤体が姿を現す。
柿崎川ダム湖にはかきざき湖という名が与えられ、周辺には車道や散策路、駐車場を整備。ダム堤頂も歩道として開放されている。ダム右岸にある逆台形の建物はダム管理事務所で、柿崎川ダム諸元表や周辺の案内地図が掲載されている。洪水吐のある左岸側や、その吐出口であるダム直下にも駐車場があり、堤頂長400メートルという横長のダムを真下から見渡すことができる。
柿崎区上中山には、上越市ガス水道局の柿崎川浄水場があり、2.54ヘクタールの敷地に1日あたり2万1,000トンの水を浄水処理できる設備を備えている。柿崎川ダムの水は導水管を通じてここまで送水され、上越市や妙高市方面に上水道水を供給している。正善寺ダムより取水し供給している正善寺浄水場とあわせ、上越地方の重要な給水設備である。

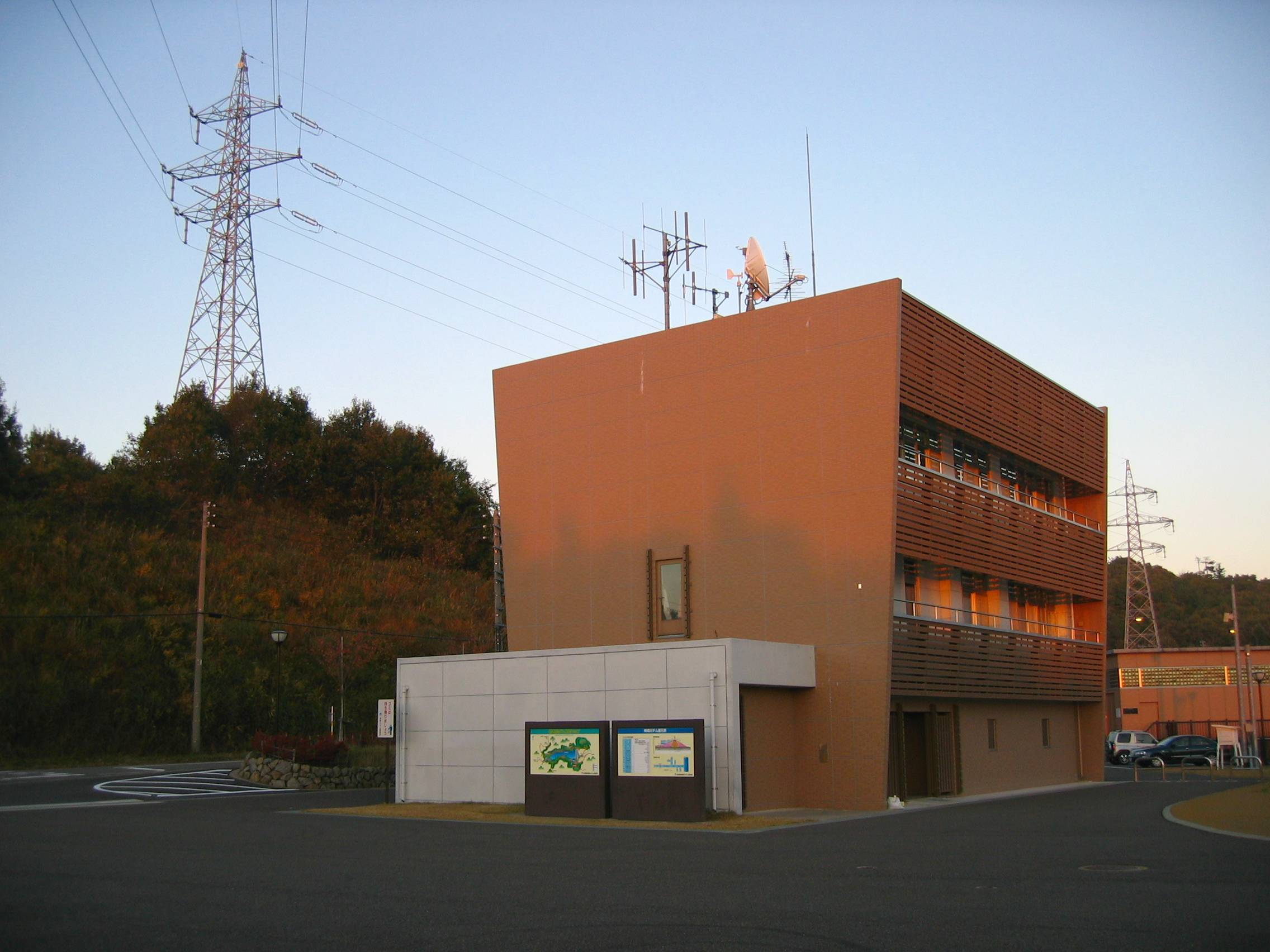
ダム管理事務所 意匠を凝らした逆台形の建物。
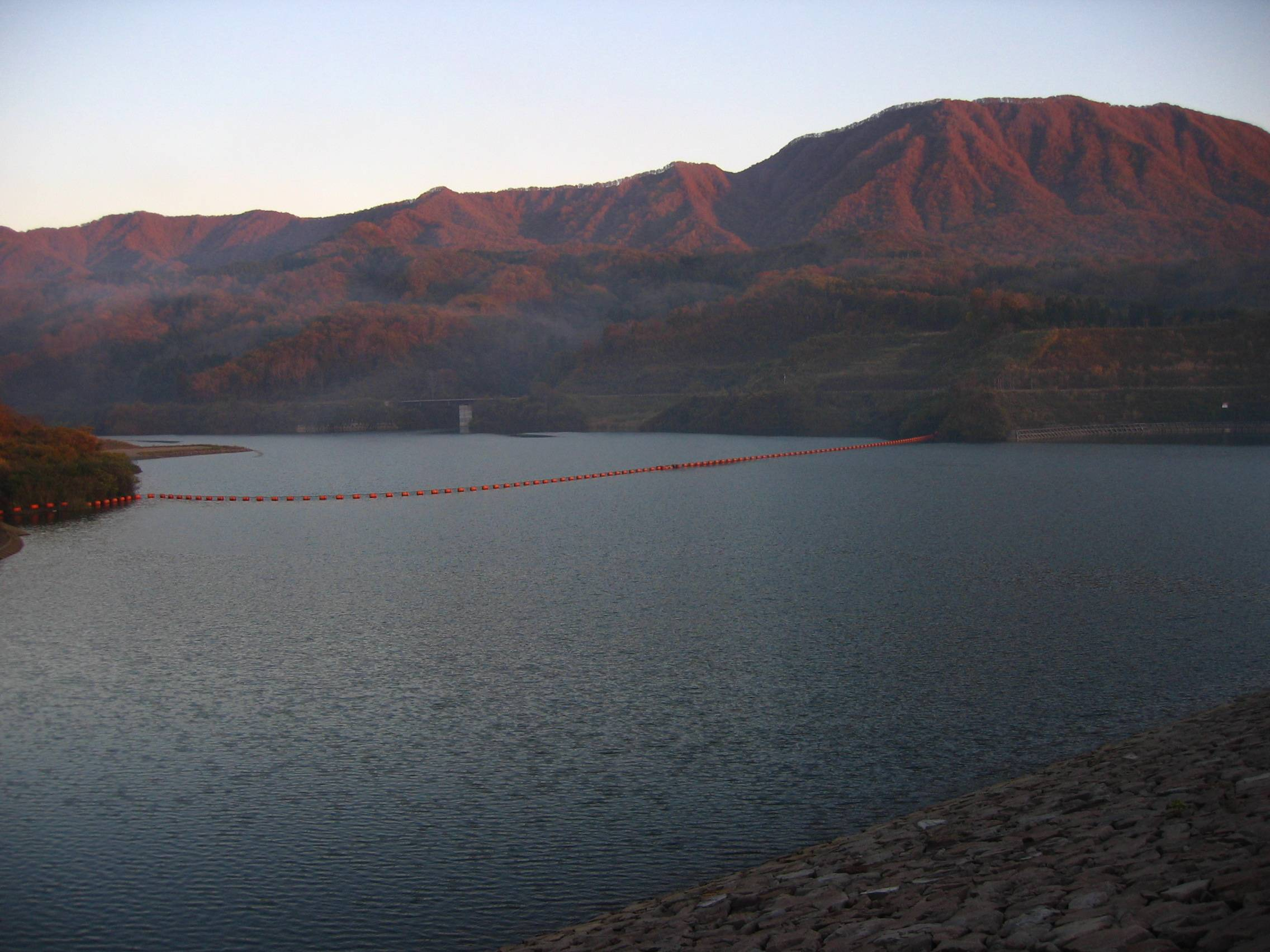
かきざき湖